# Astatotilapia burtoni
Astatotilapia burtoni es una especie de peces de la familia Cichlidae en el orden de los Perciformes.

## Morfología
Los machos pueden llegar alcanzar los 15 cm de longitud total.

## Distribución geográfica
Se encuentran en África Oriental: lago Tanganika y sus afluentes.